# Henri Wallon (psycholog)

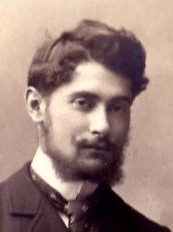
Henri Wallon

Henri Wallon (ur. 1879, zm. 1962) – francuski psycholog, pedagog, działacz społeczny oraz oświatowy. Był profesorem psychologii w Collège de France oraz na Sorbonie, a także dyrektorem École pratique des hautes études. Wallon założył i redagował czasopismo Enfance. Był także przewodniczącym Francuskiego Towarzystwa Psychologicznego. W latach 1945–1946 Wallon (wspólnie z Paulem Langevinem) kierował pracami Komisji ds. Reformy Szkolnictwa we Francji.